# حاتم بن محمد
أبو القاسم حاتم بن محمد بن عبد الرحمن بن حاتم التميمي الطرابلسي الأندلسي القرطبي محدث وفقيه مالكي، أصله من طرابلس الشام.

## حياته العلمية
ولد في نصف شعبان سنة 378 هـ. سمع من: عمر بن حسين بن نابل صاحب قاسم بن أصبغ، ومن أبي المطرف بن فطيس القاضي، ومحمد بن عمر بن الفخار، وحماد الزاهد، والفقيه أبي محمد بن الشقاق. ارتحل في سنة اثنتين وأربعمائة، فلقي الإمام أبا الحسن القابسي ولازمه، وأكثر عنه، ثم حج في سنة ثلاث، وسمع من أحمد بن فراس العبقسي، وسمع صحيح مسلم من أبي سعيد السجزي، وسمع من محمد بن سفيان كتاب الهادي في السبع ثم رجع بعلم جم، وأخذ بطليطلة عن الخطيب أبي محمد بن عباس، وخلف بن أحمد.
قال أبو علي الغساني: «كان شيخنا حاتم ممن عني بتقييد العلم وضبطه ، ثقة ، كتب الكثير بخطه المليح». وقال أبو الحسن بن مغيث: «كانت كتابته في نهاية الإتقان، ولم يزل مثابرا على حمل العلم، وبثه، والصبر على ذلك، مع كبر السن، أخذوا عنه لطول عمره. وقد دعي إلى القضاء بقرطبة فأبى».

## وفاته
توفي الطرابلسي في ذي القعدة سنة 469 هـ عن نيف وتسعين سنة.